# Saint-Martin-de-Lansuscle
Saint-Martin-de-Lansuscle település Franciaországban, Lozère megyében. Lakosainak száma 192 fő (2022. január 1.). Saint-Martin-de-Lansuscle Cassagnas, Saint-Germain-de-Calberte, Sainte-Croix-Vallée-Française, Molezon és Barre-des-Cévennes községekkel határos.

## Népesség
A település népessége az elmúlt években az alábbi módon változott:
| Lakosok száma | 135  | 99   | 102  | 137  | 194  | 189  | 188  | 191  | 193  | 192  |
|               | 1968 | 1982 | 1990 | 2006 | 2013 | 2015 | 2017 | 2019 | 2020 | 2022 |